# Nicola Berti
Pour les articles homonymes, voir Berti.
Nicola Berti (né le 14 avril 1967 à Salsomaggiore Terme, dans la province de Parme, en Émilie-Romagne) est un footballeur international italien. Il évoluait au poste de milieu de terrain.

## Biographie
Nicola Berti est demi-finaliste de la Coupe du monde 1990 et finaliste de la Coupe du monde 1994 avec l'équipe d'Italie.
Durant ses 9 années passées sous le maillot nerazzurro, il participe à 229 rencontres en championnat et inscrit 29 buts.

## Carrière
- 1982-1985 :  Parme FC
- 1985-1988 :  ACF Fiorentina
- 1988-1998 :  Inter Milan
- 1997-1999 :  Tottenham Hotspur
- 1999 :  Deportivo Alavés
- 2000 :  Northern Spirit (it)[1]

## Statistiques

### Buts internationaux
| 0   | Date             | Lieu                                   | Compétition  | Résultat | Adversaire | Détail | Détail         | Détail | Sél. |
| --- | ---------------- | -------------------------------------- | ------------ | -------- | ---------- | ------ | -------------- | ------ | ---- |
| 1er | 22 décembre 1988 | Stade Renato-Curi, Pérouse, Italie     | Match amical | V 2-0    | Écosse     | 70e    | de la tête     | 2-0    | 3e   |
| 2e  | 25 mars 1989     | Stade du Prater, Vienne, Autriche      | Match amical | V 0-1    | Autriche   | 88e    | de la tête     | 0-1    | 5e   |
| 3e  | 26 avril 1989    | Stade Erasmo-Iacovone, Tarente, Italie | Match amical | V 4-0    | Hongrie    | 67e    | du pied gauche | 3-0    | 8e   |

## Palmarès

### En club
| Inter Milan - Championnat d'Italie - Champion en 1989 - Supercoupe d'Italie - Vainqueur en 1989 - Coupe UEFA - Vainqueur en 1991 et 1994 |  | Tottenham Hotspur - Coupe de la Ligue anglaise - Vainqueur en 1999 (en) |